# Gouvernement Leterme (Flandre)
Pour les articles homonymes, voir Gouvernement Leterme.
Le gouvernement Leterme est un gouvernement flamand pentapartite composé de socialistes alliés à SPIRIT, de sociaux-chrétiens alliés au N-VA et de libéraux. 
Ce gouvernement fonctionne, à la suite des élections régionales de 2004, du 22 juillet 2004 au 28 juin 2007 en remplacement du gouvernement Somers.
Le 28 juin 2007, Yves Leterme devient Premier ministre fédéral belge. Le gouvernement Peeters I lui succède le même jour.

## Composition
| Fonction | Titulaire | Titulaire           | Parti    |
| --- | --------- | ------------------- | -------- |
| Ministre-Président, ministre des Réformes institutionnelles, des Ports, de l’Agriculture, de la Pêche en mer et de la Ruralité. |           | Yves Leterme        | CD&V     |
| Ministre flamande de l’Économie, de l’Entreprise, des Sciences, de l’Innovation et du Commerce extérieur                        |           | Fientje Moerman     | Open VLD |
| Ministre flamand de l’Emploi, de l’Enseignement et de la Formation                                                              |           | Frank Vandenbroucke | Sp.a     |
| Ministre flamand des Finances et du Budget et de l’Aménagement du territoire                                                    |           | Dirk Van Mechelen   | Open VLD |
| Ministre flamand des Affaires intérieures, de l'Urbanisme, du Logement et de l’Intégration civique                              |           | Marino Keulen       | Open VLD |
| Ministre flamande de la Mobilité, de l’Économie sociale et de l’Égalité des chances                                             |           | Kathleen Van Brempt | Sp.a     |
| Ministre flamand de la Culture, de la Jeunesse, des Sports et des Affaires bruxelloises                                         |           | Bert Anciaux        | Spirit   |
| Ministre flamande du Bien-être, de la Santé publique et de la Famille                                                           |           | Inge Vervotte       | CD&V     |
| Ministre flamand des Affaires administratives, de la Politique extérieure, des Médias et du Tourisme                            |           | Geert Bourgeois     | N-VA     |
| Ministre flamand des Travaux publics, de l’Énergie, de l’Environnement et de la Nature.                                         |           | Kris Peeters        | CD&V     |